# Die Sopranos schlagen zurück
Die Sopranos schlagen zurück (Originaltitel: Made in America) ist die finale Episode der HBO-Serie Die Sopranos, die am 10. Juni 2007 erstmals auf HBO in den Vereinigten Staaten ausgestrahlt wurde. Geschrieben und inszeniert wurde die Episode vom Erfinder und Showrunner der Serie David Chase.

## Handlung
Tony Soprano hält sich weiter in einem sicheren Haus mit einigen Getreuen versteckt. Er ist permanent schwer bewaffnet und trifft sich im Geheimen mit dem FBI-Agenten Harris. Diesem gibt er Informationen über zwei arabische Terrorverdächtige. Tony fragt Harris nach dem Aufenthaltsort Phil Leotardos und bietet ihm auch Bestechungsgeld an, doch Harris weist dies zurück.
Tony besucht seine Familie in einem sicheren Dritthaus, wo sie jetzt lebt. Er teilt ihnen mit, dass er auch zu Bobby Baccalieris Beerdigung gehen wird. Durch die starke FBI-Präsenz sei dieses Ereignis sicher. Tony besucht Janice, die ihm mitteilt, dass Bobbys Kinder negativ auf sie reagieren würden und nicht mehr mit ihr zusammenleben wollen. Tony sagt ihr, dass es nötig sei, die Wünsche der Kinder zu respektieren.
Phils Plan, die diMeo-Familie innerhalb von 24 Stunden zu enthaupten, ist gescheitert. Zwar wurde Underboss Bobby Bacala ermordet und Consigliere Silvio Dante liegt unwiederbringlich im Koma, jedoch konnte Boss Tony Soprano entkommen. Phil Leotardo, der sich ebenfalls versteckt hält, ruft Butch DeConcini an und macht seinem Ärger Luft, dass Tony entkommen sei. Als Butch DeConcini vorschlägt, Friedensverhandlungen mit Tony aufzunehmen, lehnt Phil ab. Es gäbe jetzt kein Zurück mehr. Agent Harris hat eine Affäre mit einer Arbeitskollegin. Durch sie hat er Informationen über Leotardo gesammelt. Er teilt Tony im Geheimen mit, dass Leotardo von einer Tankstelle nahe Oyster Bay (New York) aus telefoniert habe. Tony schickt Killer in die Gegend und lässt nach Phil Leotardo suchen.
Tony kontaktiert George Paglieri, einen alten und respektierten Mobster einer der anderen Fünf Familien, um ein Treffen mit Butch zu organisieren. Tonys Ziel ist es, einen Keil zwischen Phil Leotardo und dessen Lupertazzi-Familie zu treiben.
Das Treffen findet statt: Tony und Paulie Gualtieri treffen sich mit Butchie, Albie Cianflone und Little Carmine von der Luppertazzi-Familie in einem dunklen kalten Lagerhaus. Nachdem man sich zunächst gegenseitige Vorwürfe gemacht hat, sieht man gemeinsam ein, dass die ganze Sache viel zu weit gegangen ist. Man wolle einen Frieden erreichen. Butch sichert zu, eine Entschädigung für die Ermordung Bobby Baccalieres zu zahlen. Auch aus dem Grund, weil es sich immerhin um Tonys Schwager gehandelt hatte. Als Tony nach Phils Aufenthaltsort fragt, sagt ihm Butch, dass er zwar diesen Ort nicht verraten könne, er aber Tony den Rücken freihält, wenn dieser „tue, was er zu tun habe“.
Tony fühlt sich nach diesem Treffen sicher genug, um wieder zuhause einzuziehen. A.J., der weiter eine Affäre mit Rhiannon hat, überlegt, den USA zu dienen. Er würde gerne zur US Army, um orientalische Terroristen bekämpfen zu können. Auch denkt er darüber nach, Arabisch zu lernen und später zur CIA zu gehen. Carmela und Tony sind besorgt und gehen mit A.J. zum Psychiater.
Tony besorgt A.J. einen Job in Little Carmines Filmproduktionsfirma. Carmela ist überrascht, als Meadows alte Freundin Hunter Scangarelo sie besucht. Hunter erzählt, dass sie inzwischen an der medizinischen Fakultät studiert. Carmela kann sich das nicht länger anhören und verlässt das Zimmer. Meadow und Patrick Parisi sind verlobt und Tony lädt die Eltern Patsy und Donna Parisi zu sich ein. Beide Elternpaare sind mit der Ehe einverstanden. Patrick spricht von einer beruflichen Zukunft im Bereich Rechtsberatung und Tony und Carmela sprechen darüber, wie ihr Leben ausgesehen hätte, wenn Tony ein legales Leben geführt hätte.
Benny Fazio und Walden Belfiore spüren Phil in einer Tankstelle auf, wo er mit seiner Frau Patty und den beiden Enkeltöchtern ist. Walden erschießt Leotardo und der SUV von Phil’s Frau rollt über den Kopf des Leichnams und zerquetscht seinen Kopf. Als der FBI-Agent Ron Goddard dies Agent Harris mitteilt, ruft dieser spontan und unüberlegt aus: „Wir werden das Ding gewinnen!“
Tony besucht sichtlich berührt den komatösen Silvio Dante und hält stumm seine Hand. Janice besucht Junior Soprano im Altersheim. Dies wird von Pat Blundetto beobachtet. Blundetto informiert Tony und verdächtigt Janice, noch an das letzte Geld Juniors zu wollen.
Plötzlich verschwindet der alte Capo Carlo Gervasi und Tony fürchtet, dass dieser zum Pentito wird. Nachdem Paulie Tony darüber informiert, dass Carlos Sohn beim Handel mit Ecstasy festgenommen worden war, erhärtet sich der Verdacht. Tonys Anwalt Neil Mink sagt Tony, dass Carlo wohl gegen ihn und die Familie aussagen werde. Tony reagiert enttäuscht und frustriert.
Bei Satriale’s ärgert sich Paulie über eine streunende Katze, die Tony in dem versteckten Haus aufgetrieben hat und die jetzt im Hauptquartier der Mafiafamilie lebt. Die Katze starrt permanent das Foto des verstorbenen Christopher an. Tony bietet Paulie die Führung der Aprile-Truppe an, da Carlo abgetaucht ist. Paulie lehnt ab, weil er glaubt, die Crew sei mit einem Fluch belastet, nachdem ihre ehemaligen Anführer Richie Aprile, Gigi Cestone, Ralphie Cifaretto und Vito Spatafore alle verstorben sind. Nachdem Tony Paulie sagt, dass er dann Patsy Parisi einsetzen werde, sagt Paulie doch zu.
Tony besucht Onkel Junior im Altersheim. Er spricht über „diese unsere Sache“ und dass Junior und Tonys Vater mal über Nord-Jersey geherrscht hätten, doch Junior erinnert sich nicht und erkennt niemanden mehr. Er leidet bereits unter fortgesetzter Demenz und ein trauriger Tony verlässt das Altersheim.
Carmela will mit Tony über ihr Spekulationshaus sprechen und die Familie beschließt, sich im Restaurant Holsten’s zu treffen.
Tony trifft als erstes im Holsten’s ein. Er geht zum Tisch und wählt sich an einer Jukebox das Lied Don’t Stop Believin’ von Journey aus. Zunächst trifft Carmela ein. Tony teilt ihr mit, dass Carlo wohl gegen ihn aussagen wird. Kurz darauf stößt Anthony junior zu den beiden. Meadow verspätet sich, weil sie Probleme beim Einfahren in eine Parklücke hat. Die Familie unterhält sich derweil über Anthony juniors neuen Job, der ihn nicht recht zufriedenstellt. Anthony juniors Spruch, dass man sich an die „guten Zeiten erinnern“ sollte, hält Tony erst für Sarkasmus. Sein Sohn erinnert ihn daran, dass er dies selbst einmal sagte, woraufhin er seinem Sohn zustimmt.
Ein Mann in einer grauen Jacke, der gemeinsam mit AJ das Lokal betreten hat, starrt Tony fortwährend an. Als der Mann zur Toilette geht, betreten zwei junge afroamerikanische Männer das Restaurant. Meadow kann schließlich doch noch einparken und als sie das Lokal betritt, blickt Tony zur Tür.
Es folgt ein harter Schnitt auf einen schwarzen Bildschirm, die Musik stoppt abrupt. Nach 10 Sekunden Stille wird der Abspann eingeblendet.

## Interpretation der finalen Szene
Das unerwartete Ende frustrierte viele Fans der Serie und führte zunächst zu massiver Kritik am Showrunner David Chase. Ob das Ende mit dem harten Schnitt auf einen schwarzen Bildschirm Tonys Tod symbolisiert oder ob es sich dabei um ein offenes Ende handelt, wurde seither sehr kontrovers diskutiert. Chase hat in verschiedenen Interviews das Finale kommentiert, dabei aber stets eine genaue Interpretation vermieden. Stattdessen forderte er die Fans in einem Interview 2007 auf, sich die Szene genau anzusehen (“I have no interest in explaining, defending, reinterpreting, or adding to what is there. […] Anybody who wants to watch it, it’s all there.”). 2012 ergänzte er in einem weiteren Interview, dass es nicht darauf ankäme, ob Tony weiterlebe oder nicht.

“There was something else I was saying that was more important than whether Tony Soprano lived or died. About the fragility of all of it. The whole show had been about time in a way, and the time allotted on this Earth. […] Tony was dealing in mortality every day. He was dishing out life and death. And he was not happy. He was getting everything he wanted, that guy, but he wasn’t happy. All I wanted to do was present the idea of how short life is and how precious it is. […] Am I supposed to do a scene and ending where it shows that crime doesn’t pay? Well, we saw that crime pays. We've been seeing that for how many years? Now, in another sense, we saw that crime didn’t pay because it wasn't making him happy. He was an extremely isolated, unhappy man. And then finally, once in a while he would make a connection with his family and be happy there. But in this case, whatever happened, we never got to see the result of that. It was torn away from him and from us.”

„Ich habe etwas Anderes gesagt, das wichtiger als die Frage war, ob Tony Soprano lebte oder starb. Etwas über die Zerbrechlichkeit aller Dinge. Die ganze Show drehte sich um Zeit, die für uns auf dieser Erde zugeteilte Zeit. […] Tony hatte jeden Tag mit Sterblichkeit zu tun. Er verteilte Leben und Tod. Und er war nicht glücklich. Er bekam alles, was er wollte, der Kerl, aber glücklich war er nicht. Alles was ich zeigen wollte, war, wie kurz und wertvoll das Leben ist. […] Soll ich eine Szene und ein Ende schaffen, die zeigen, dass sich Verbrechen nicht lohnt? Nun, wir sahen, dass Verbrechen sich auszahlt. Wir haben das für wie viele Jahre gesehen? In gewisser Hinsicht sahen wir auch, dass sich Verbrechen nicht lohnt, weil es ihn nicht glücklich machte. Er war ein extrem isolierter, unglücklicher Mann. Und dann konnte er gelegentlich eine Verbindung mit seiner Familie herstellen und glücklich sein. Aber in diesem Fall bekamen wir nie das Ergebnis zu sehen, was auch immer passierte. Es wurde von ihm und von uns weggerissen.“

Verschiedene Analysen der finalen Episoden und insbesondere der letzten Szene durch Fans kommen dennoch zum Schluss von Tonys Ermordung.
Insbesondere ist die finale Szene so geschnitten, dass ein signifikanter Teil der Bilder aus Tonys Perspektive gezeigt wird. Jedes Mal, wenn eine Person das Lokal betritt, hört man eine Türklingel und sieht Tony zur Tür blicken, gefolgt von einem Schnitt auf seine Perspektive. Dieses Muster wiederholt sich fünfmal: bei einer Frau, einem Mann, Carmela, AJ mit einem Mann in einer grauen Jacke und zuletzt Meadow. Bei den ersten vier Malen sieht der Zuschauer aus Tonys Perspektive, wie die jeweilige Person das Lokal betritt. Danach geht der Mann in der grauen Jacke zur Toilette und befindet sich nun schräg hinter Tony, so dass dieser ihn nicht mehr sieht. Bei Meadows Eintreten sieht man Tony erneut zur Tür blicken, aber danach sieht und hört der Zuschauer nichts mehr. Tonys Perspektive ist schwarz und geräuschlos, was seinen Tod implizieren könnte. Zusätzlich könnte sich die Szene auf eine Szene aus der Der Pate beziehen. In dieser ist die Pistole, mit der ein wichtiger Mord begangen wird, im Wasserkasten der Toilette versteckt. Der Gang des unbekannten Mannes zur Toilette könnte also bedeuten, dass dieser die Pistole für den finalen Schuss holt.
Daneben stützen zahlreiche weitere Dialoge, Symbolbilder und Handlungen in den letzten beiden Episoden die These von Tonys Ermordung.

## Besetzung

### Hauptdarsteller
- James Gandolfini: Tony Soprano
- Lorraine Bracco: Dr. Jennifer Melfi*
- Edie Falco: Carmela Soprano
- Michael Imperioli: Christopher Moltisanti*
- Dominic Chianese: Corrado Soprano, Jr.
- Steven Van Zandt: Silvio Dante
- Tony Sirico: Paulie Gualtieri
- Robert Iler: Anthony Soprano, Jr.
- Jamie-Lynn Sigler: Meadow Soprano
- Aida Turturro: Janice Soprano
- Steven R. Schirripa: Bobby Baccalieri*
- Frank Vincent: Phil Leotardo
- Ray Abruzzo: Little Carmine
- Dan Grimaldi: Patsy Parisi
- Sharon Angela: Rosalie Aprile
- Maureen Van Zandt: Gabriella Dante

* = Darsteller wird im Vorspann genannt, Figur taucht in der Episode aber nicht auf

### Nebendarsteller
- Ricky Aiello: Raymond „Ray-Ray“ D'Abaldo
- Frank Albanese: Patrizio Blundetto
- Gregory Antonacci: Butch DeConcini
- Carl Capotorto: „Little Paulie“ Germani
- Max Casella: Benny Fazio
- John Cenatiempo: Anthony „Tony Black“ Maffei
- John Ciarcia: Albie Cianflone
- Michele DeCesare: Hunter Scangarelo
- Michael Drayer: Jason Parisi
- Frank John Hughes: Walden Belfiore
- Michael Kelly: Agent Ron Goddard
- Geraldine LiBrandi: Patty Leotardo
- David Margulies: Neil Mink
- Angelo Massagli: Bobby Baccalieri, Jr.
- Peter Mele: George Paglieri
- Arthur J. Nascarella: Carlo Gervasi
- Donna Pescow: Donna Parisi
- Joseph Perrino: Jason Gervasi
- Anthony Ribustello: Dante „Buddha“ Greco
- Daniel Sauli: Patrick Parisi
- Matt Servitto: Dwight Harris
- Jenna Stern: Dr. Doherty
- Emily Wickersham: Rhiannon Flammer
- Paolo Colandrea: Man in Members Only Jacket

## Auszeichnungen und Nominierungen
Die Sopranos schlagen zurück gewann 2007 einen Emmy Award in der Kategorie Outstanding Writing for a Drama Series bei den 59th Primetime Emmy Awards. Die Episode war in keiner weiteren Kategorie nominiert. Es war die dritte Auszeichnung für David Chase als Autor der Serie.
Im Jahr 2008 gewann der Editor Sidney Wolinsky den Eddie Award der Vereinigung American Cinema Editors für diese Episode, während Chase, der für einen Directors Guild of America Award nominiert war, leer ausging.

## Parodien
Hillary Clinton parodierte die Schlussszene der Episode in einem Wahlwerbespot für ihre Präsidentschaftskandidatur. Vincent Curatola (er spielte John Sacramoni in der Serie) spielte darin mit.
Die Schlussszene wird ebenfalls im Serienfinale von Everybody Hates Chris parodiert. Dabei ertönt der Song Livin' on a Prayer von Bon Jovi aus der Jukebox.